# Râul Albești, Cungrea Mică
Râul Albești este un curs de apă, afluent al râului Cungrea Mică. 